# Poaephyllum podochiloides
Poaephyllum podochiloides är en orkidéart som först beskrevs av Rudolf Schlechter, och fick sitt nu gällande namn av Henry Nicholas Ridley. Poaephyllum podochiloides ingår i släktet Poaephyllum och familjen orkidéer. Inga underarter finns listade i Catalogue of Life.